# Endel Puusepp
Endel Puusepp (ros. Э́ндель Ка́рлович Пу́сэп, ur. 18 kwietnia?/1 maja 1909 we wsi Noj w Kraju Krasnojarskim, zm. 18 stycznia 1996 w Tallinie) – radziecki lotnik wojskowy narodowości estońskiej, pułkownik, Bohater Związku Radzieckiego (1942).

## Życiorys
Skończył 8 klas szkoły i jeden kurs technikum pedagogicznego w Leningradzie w latach 1928–1938; od 1941 służył w Armii Czerwonej. W 1929 ukończył Leningradzką Wojskowo-Teoretyczną Szkołę Sił Wojskowo-Powietrznych Armii Czerwonej, a w 1931 3 Wojskową Szkołę Lotników im. Woroszyłowa w Orenburgu, od 1938 pracował w Zarządzie Lotnictwa Polarnego Głównego Zarządu Północnej Drogi Morskiej. W 1938 jako drugi pilot samolotu TB-3 (dowódcą był Michaił Wodopjanow) uczestniczył w poszukiwaniach załogi samolotu Zygmunta Lewoniewskiego zaginionego w Arktyce, prowadząc rozpoznanie powietrzne nad północną Jakucją. Od 1941 uczestniczył w wojnie z Niemcami jako lotnik 412/432/746 pułku bombowców ciężkich 81 Dywizji Bombowców Dalekiego Zasięgu w stopniu kapitana. 10 sierpnia 1941 jako drugi pilot załogi dowódcy 81 Dywizji Lotniczej Wodopianowa wyleciał z aerodromu Puszkin w obwodzie leningradzkim na bombardowanie Berlina, a od kwietnia 1942 jako dowódca statku powietrznego przeprowadził 300 nocnych nalotów bojowych na ważne obiekty wojskowe na głębokich tyłach wroga, m.in. w Berlinie, Gdańsku i Królewcu. W maju 1942 jako dowódca załogi przewiózł na pokładzie bombowca TB-7 delegację państwową ZSRR z ministrem spraw zagranicznych Wiaczesławem Mołotowem do USA przez Niemcy, z postojem w Szkocji, Islandii i Kanadzie, kończąc misję lądowaniem z powrotem 12 czerwca 1942 na centralnym lotnisku w Moskwie. Od października 1942 do maja 1946 dowodził 890 pułkiem lotniczym dalekiego zasięgu w stopniu podpułkownika, następnie pułkownika. W marcu 1943 jako dowódca załogi przewiózł delegację władz ZSRR do Anglii i z powrotem. W 1946 przeszedł do rezerwy, następnie w stan spoczynku. Później był zastępcą przewodniczącego Prezydium Rady Najwyższej Estońskiej SRR, członkiem KC Komunistycznej Partii Estonii, ministrem ubezpieczeń społecznych Estońskiej SRR i przewodniczącym Republikańskiego Komitetu Obrońców Pokoju. Został wybrany deputowanym do Rady Najwyższej ZSRR 4 kadencji.

## Odznaczenia
- Złota Gwiazda Bohatera Związku Radzieckiego (20 czerwca 1942)
- Order Lenina (20 czerwca 1942)
- Order Czerwonego Sztandaru
- Order Suworowa III klasy
- Order Aleksandra Newskiego
- Order Wojny Ojczyźnianej I klasy (dwukrotnie)
- Order Czerwonego Sztandaru Pracy (trzykrotnie)
- Order Przyjaźni Narodów
- Order Czerwonej Gwiazdy (dwukrotnie)
- Order „Znak Honoru”

I medale.